# 빌리안디주

빌리안디 주의 위치

빌리안디주(에스토니아어: Viljandi maakond)는 에스토니아 남부에 위치한 주로 주도는 빌리안디이며 면적은 3,422km2, 인구는 55,657명(2009년 기준), 인구 밀도는 16명/km2, ISO 3166-2 코드는 EE-84이다. 서쪽으로는 패르누 주, 북쪽으로는 얘르바 주, 북동쪽으로는 여게바 주, 동쪽으로는 타르투 주, 남동쪽으로는 발가 주와 접하며 남쪽으로는 라트비아와 국경을 접한다.

주기
주 문장

## 하위 행정 구역

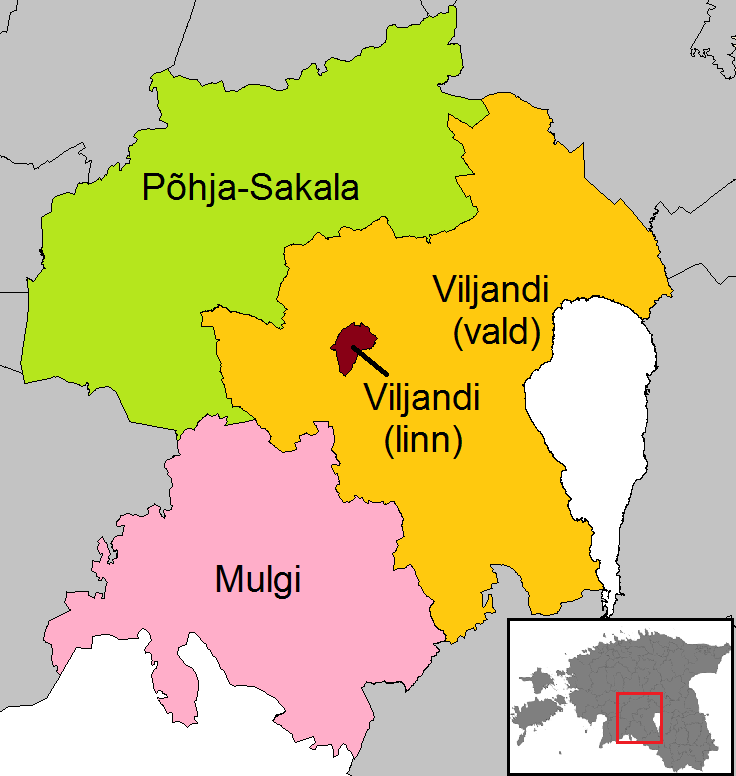
빌리안디 주의 하위 행정 구역

빌리안디 주는 4개 지방 자치체를 관할하는데 1개 시, 3개 군으로 나뉜다.
- 물기군
- 퍼흐야사칼라군
- 빌리안디군
- 빌리안디시